# Sawaid Chamrija
Sawaid Chamrija (hebr. סוויעד חמירה; arab. سواعد حميرة; ang. Sawaid Hamriyye, lub także Suweid Hamira) – wieś beduińska położona w Samorządzie Regionu Emek Jizre’el, w Dystrykcie Północnym, w Izraelu.

## Położenie
Sawaid Chamrija jest położona na wysokości od 140 do 190 metrów n.p.m. wśród wzgórz, które oddzielają intensywnie użytkowaną rolniczo Doliną Jezreel od zatoki Hajfy, w Dolnej Galilei na północy Izraela. Leży ona na zachodnim zboczu wzgórza. Na południe i zachód od osady przebiega wadi strumienia Cippori. W jej otoczeniu znajdują się miejscowości Ka’abije-Tabbasz-Hajajre i Basmat Tab’un, kibuc Harduf, wsie komunalne Adi i Nofit, oraz nieoficjalne wioski arabskie Ras Ali, Hilf i Chawalid.
Sawaid Chamrija jest położona w Samorządzie Regionu Emek Jizre’el, w Poddystrykcie Jezreel, w Dystrykcie Północnym Izraela.

## Historia
Pierwotnie było to tymczasowe siedlisko koczowniczego plemienia Beduinów, którzy zostali zmuszeni do rezygnacji z koczowniczego stylu życia. Wieś została oficjalnie uznana przez władze izraelskie dopiero w 1996 roku. W 2008 roku została podłączona do krajowego systemu wodociągów.

## Demografia
Wieś jest zamieszkana przez Beduinów.

## Gospodarka
Gospodarka wsi opiera się na rolnictwie.

## Transport
Ze wsi wyjeżdża się na południowy wschód do sąsiedniego kibucu Harduf. Stamtąd można wyjechać drogą prowadzącą na północny wschód do wsie komunalnej Adi i dalej do drogi ekspresowej nr 79. Mniejsza lokalna droga prowadzi na wschód do arabskiej miejscowości Ka’abije-Tabbasz-Hajajre.